# Arnaud Dely
Arnaud Dely (* 22. Januar 1997) ist ein belgischer Leichtathlet, der im Langstrecken- und Hindernislauf an den Start geht und auch im Duathlon aktiv ist.

## Sportliche Laufbahn
2024 wurde Arnaud Dely belgischer Meister Duathlon und in Australien Fünfter bei der Duathlon-Weltmeisterschaft.
Bei den Straßenlauf-Europameisterschaften 2025 in Löwen (Belgien) belegte er nach 28:45 Minuten den 22. Platz im 10-km-Straßenlauf und in der Teamwertung die Bronzemedaille hinter den Teams aus Frankreich und Spanien. 
Im Juni 2025 wurde der 28-Jährige in Spanien Vizeweltmeister Duathlon (5 km Laufen, 30 km Radfahren und 5 km Laufen).

## Persönliche Bestleistungen
- 10.000 Meter: 28:26,94 min, 29. August 2021 in Pacé
- 5-km-Straßenlauf: 13:48 min, 13. Februar 2022 in Monaco
- 10-km-Straßenlauf: 28:18 min, 16. März 2025 in Lille

## Sportliche Erfolge
| Datum/Jahr    | Rang | Wettbewerb                                 | Austragungsort | Zeit     | Bemerkung                   |
| ------------- | ---- | ------------------------------------------ | -------------- | -------- | --------------------------- |
| 21. Juni 2025 | 2    | ITU Duathlon World Championships           | Pontevedra     | 01:14:41 | Vizeweltmeister Duathlon    |
| 6. Okt. 2024  | 1    | BEL Sprint Duathlon National Championships | Ocquier        | 00:56:29 | Belgischer Meister Duathlon |
| 16. Aug. 2024 | 5    | ITU Duathlon World Championships           | Townsville     | 00:52:46 |                             |